# イリノイ・セントラル鉄道
イリノイ・セントラル鉄道（イリノイ・セントラルてつどう、英: Illinois Central Railroad、報告記号はIC）は、イリノイ州シカゴからルイジアナ州ニューオーリンズ・アラバマ州バーミングハムを結ぶ路線を主要幹線としていた、アメリカ合衆国にかつて存在した鉄道会社である。しばしば「中部アメリカの本線」(Main Line of Mid-America) と称された。また1870年に開通したアイオワ州スーシティと結ぶ路線も保有していた。さらにアイオワ州フォート・ドッジ (Fort Dodge) からネブラスカ州オマハまでの1899年開通の支線、アイオワ州チェロキー (Cherokee) からサウスダコタ州スーフォールズまでの1877年開通の支線もあった。カナディアン・ナショナル鉄道が1998年に買収して、現在は同社のサザンリージョンの一部となっている。

## 歴史
イリノイ・セントラル鉄道は、アメリカ合衆国初期の一級鉄道のうちの1社であった。その起源は、イリノイ州議会がイリノイ州の北部と南部を結ぶ鉄道に免許を与えようとしたことにあるが、これはうまくいかなかった。1850年に当時のミラード・フィルモア大統領が鉄道建設に際して土地を供与する法案に署名し、これによりイリノイ・セントラル鉄道はアメリカ合衆国で最初の土地供与によって建設された鉄道となった。
イリノイ・セントラル鉄道は、イリノイ州議会によって公式には1851年2月10日に免許を与えられた。1856年に完成した時点では、イリノイ・セントラル鉄道は世界でもっとも長い鉄道であった。その本線は、州の最南部のカイロから、北西の角にあるガリーナまでを結んだ。またイリノイ・セントラル鉄道にちなんで名づけられたセントラリア (Centralia) から分岐する支線が、急速に成長していたシカゴへ結んでいた。シカゴではミシガン湖沿いに鉄道が敷かれ、そして市街地では沖合いに造られた埋立地を通っていたが、さらなる埋め立てや自然の堆積物により現在のように湖岸が東へ移動した。
1867年に、イリノイ・セントラル鉄道は路線をアイオワ州へと延長した。1870年代から1880年代を通じて、イリノイ・セントラル鉄道はアメリカ合衆国南部中で鉄道会社を買収し、あるいは延長していった。イリノイ・セントラル鉄道の路線はミシシッピ州では十字を描き、南はルイジアナ州ニューオーリンズまで、そして東はケンタッキー州ルイビルへと到達した。1880年代には、ウィスコンシン州ドッジビルやサウスダコタ州スーフォールズ、ネブラスカ州オマハなどへの北部の路線が建設された。20世紀初頭まで更なる路線が建設された。

### イリノイ・セントラル・ガルフ鉄道（1972年 - 1988年）
1972年8月10日に、イリノイ・セントラル鉄道はガルフ・モービル・アンド・オハイオ鉄道 (Gulf, Mobile and Ohio Railroad) と合併してイリノイ・セントラル・ガルフ鉄道（Illinois Central Gulf Railroad、報告記号ICG）となった。同年10月30日に、会社の歴史でもっとも死者の多いシカゴでの通勤列車事故 (1972 Chicago commuter rail crash) が発生した。1980年代には会社は、かつてのガルフ・モービル・アンド・オハイオ鉄道の区間を含む、東西方向の路線のほとんどと、南北方向の重複した路線の多くを別会社に分離した。これらの路線の多くは他の会社に買収され、その中にはこのときに新しく設立された、シカゴ・ミズーリ・アンド・ウェスタン鉄道 (Chicago, Missouri and Western Railway)、パデューカ・アンド・ルイビル鉄道 (Paducah and Louisville Railway)、シカゴ・セントラル・アンド・パシフィック鉄道 (Chicago Central and Pacific Railroad) などもあった。1988年には、その当時イリノイ・セントラル・ガルフ鉄道の親会社であったICインダストリーズ (IC Industries) は残された鉄道事業全てを分離した上で、社名をホイットマン・コーポレーション (Whitman Corporation) へ変更した。同社は2000年にペプシアメリカズ (PepsiAmericas) となり、2010年にペプシコに完全買収された。1988年2月29日に、分離された鉄道部門は社名からガルフを外して、再びイリノイ・セントラル鉄道に戻った。

### カナディアン・ナショナル鉄道（1998年以降）
1998年2月11日に、イリノイ・セントラル鉄道はカナディアン・ナショナル鉄道によって買収され、1999年8月1日から統合された運営が開始された。
イリノイ・セントラル鉄道は、カナディアン・ナショナル鉄道の子会社で持ち株会社のグランド・トランク・コーポレーション (Grand Trunk Corporation) の傘下にある。イリノイ・セントラル鉄道の名前は2001年の鉄道開業150周年の頃まで使われ続けたが、その後カナディアン・ナショナル鉄道の保守作業や機関車の再塗装などにより、次第に同社の名前は消えていった。カナディアン・ナショナル鉄道の塗装に塗り替えられたイリノイ・セントラル鉄道の機関車は報告記号ICを残しており、運転台の脇にレタリングされている。

## イリノイ・セントラル鉄道の機関車

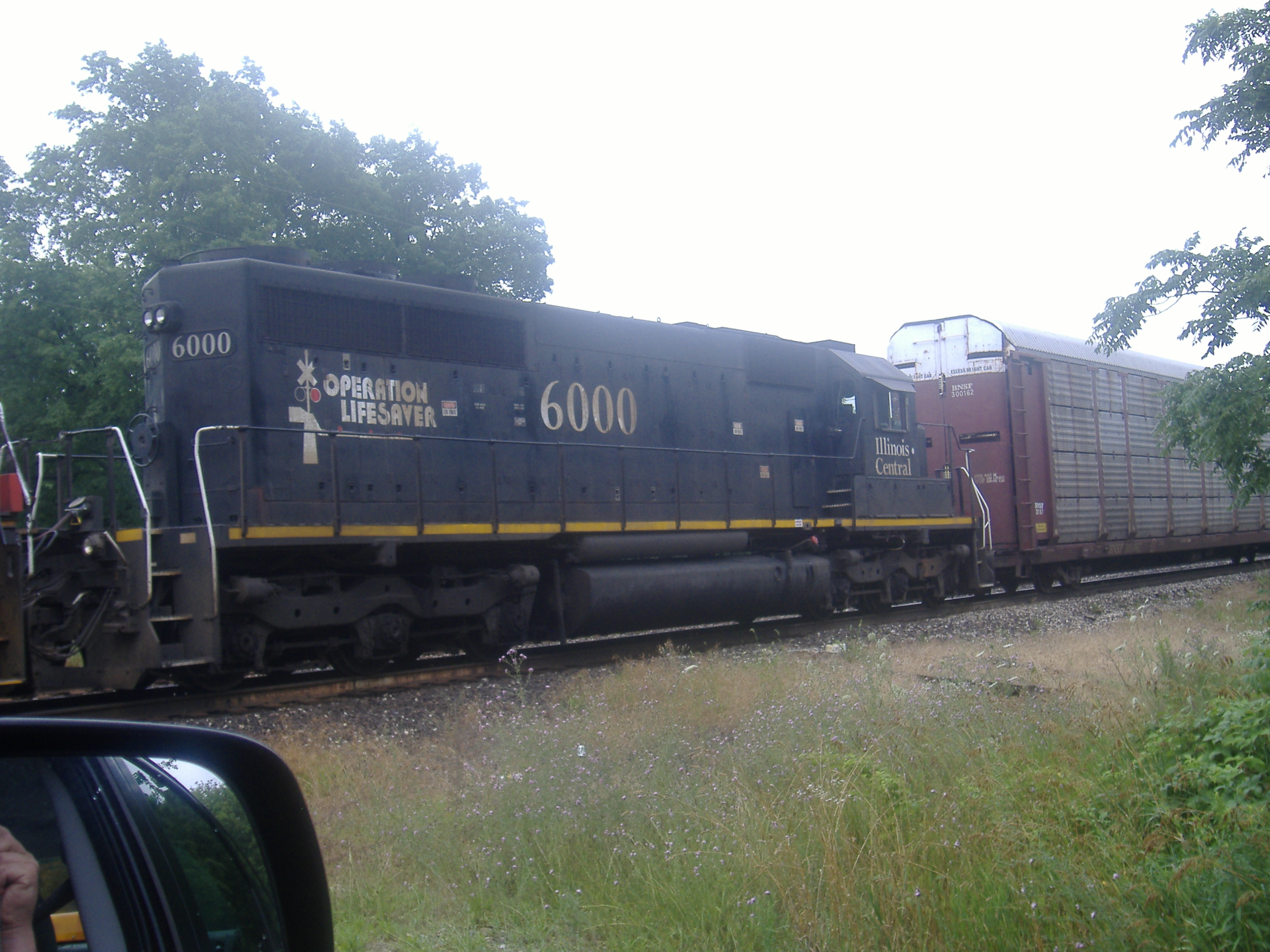
イリノイ・セントラル鉄道の6000号機関車（EMD SD40-2型）がミシガン州スクールクラフト (Schoolcraft)でカナディアン・ナショナル鉄道の北行貨物列車を待ち合わせているところ
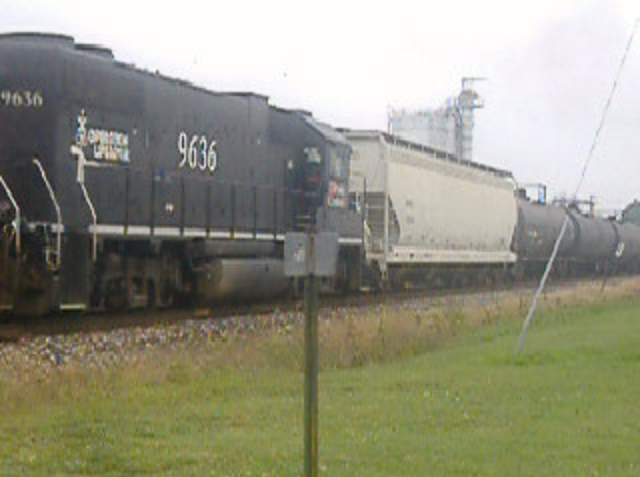
スクールクラフトにてイリノイ・セントラル鉄道の9636号機関車（GP38-2型）が北へバトル・クリークへ向かうところ
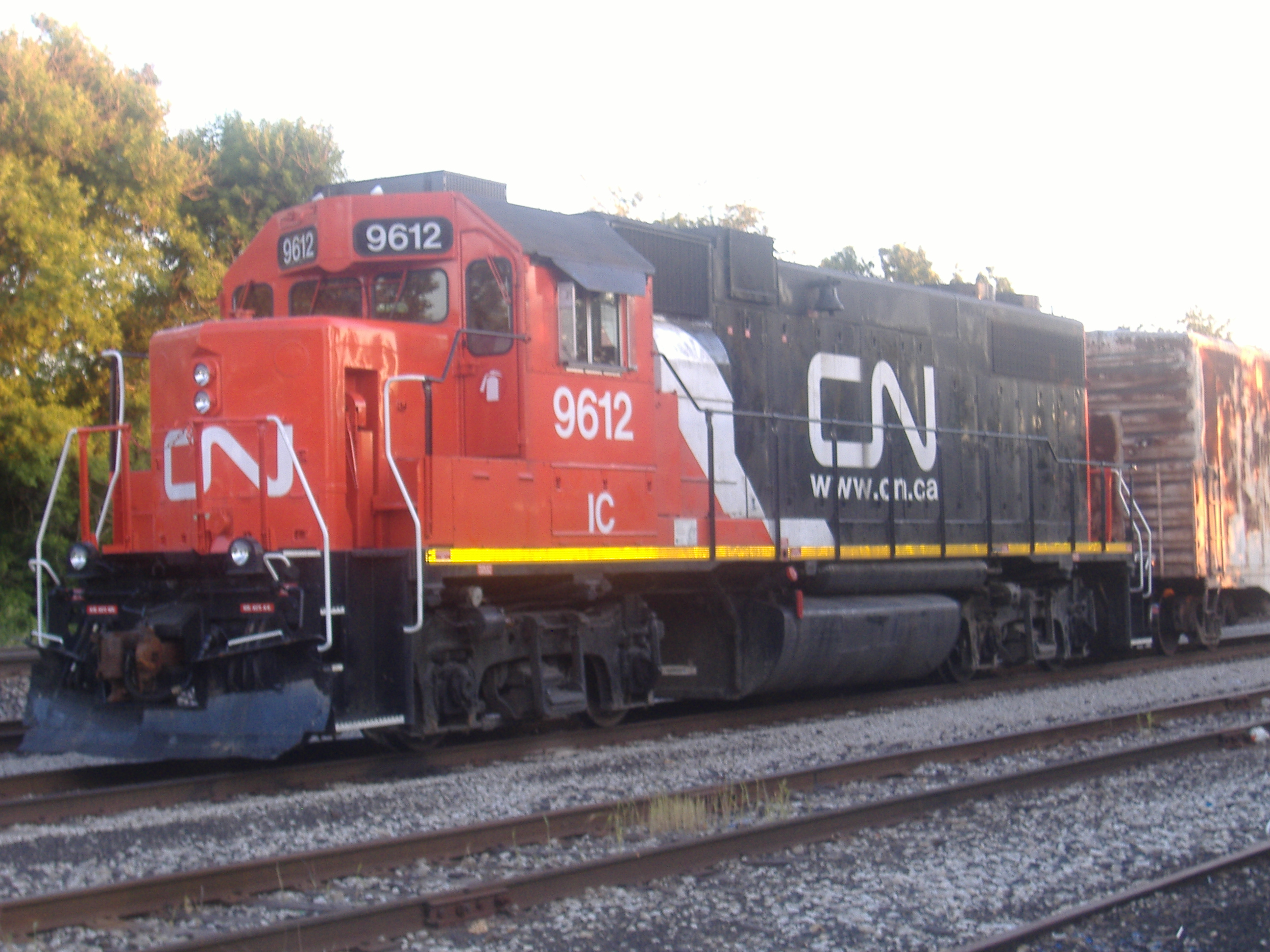
イリノイ・セントラル鉄道の9612号機関車、ミシガン州パビリオンの側線にて、2008年6月18日
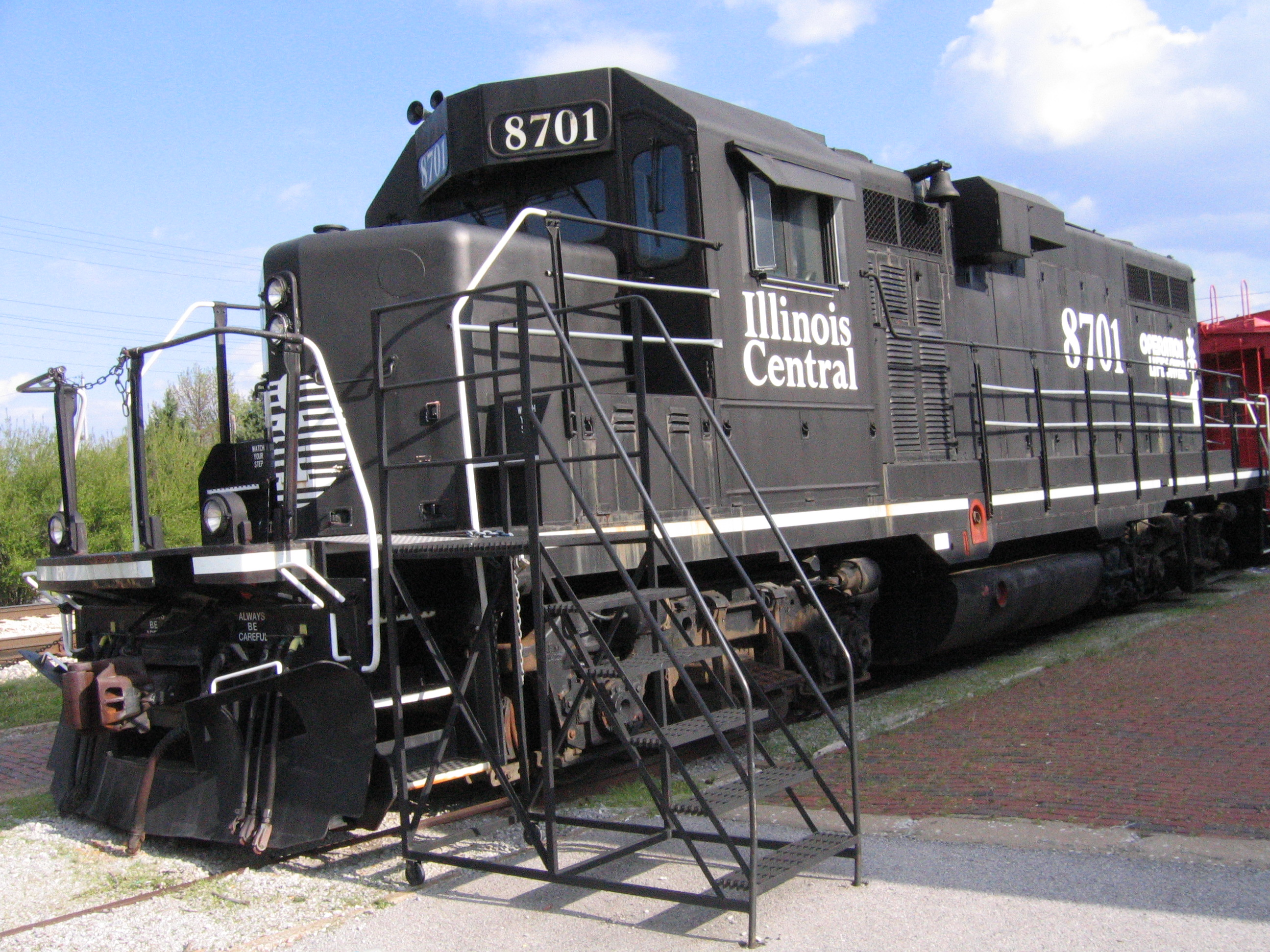
イリノイ州カーボンデールで静態保存されているGP11型

## 旅客列車

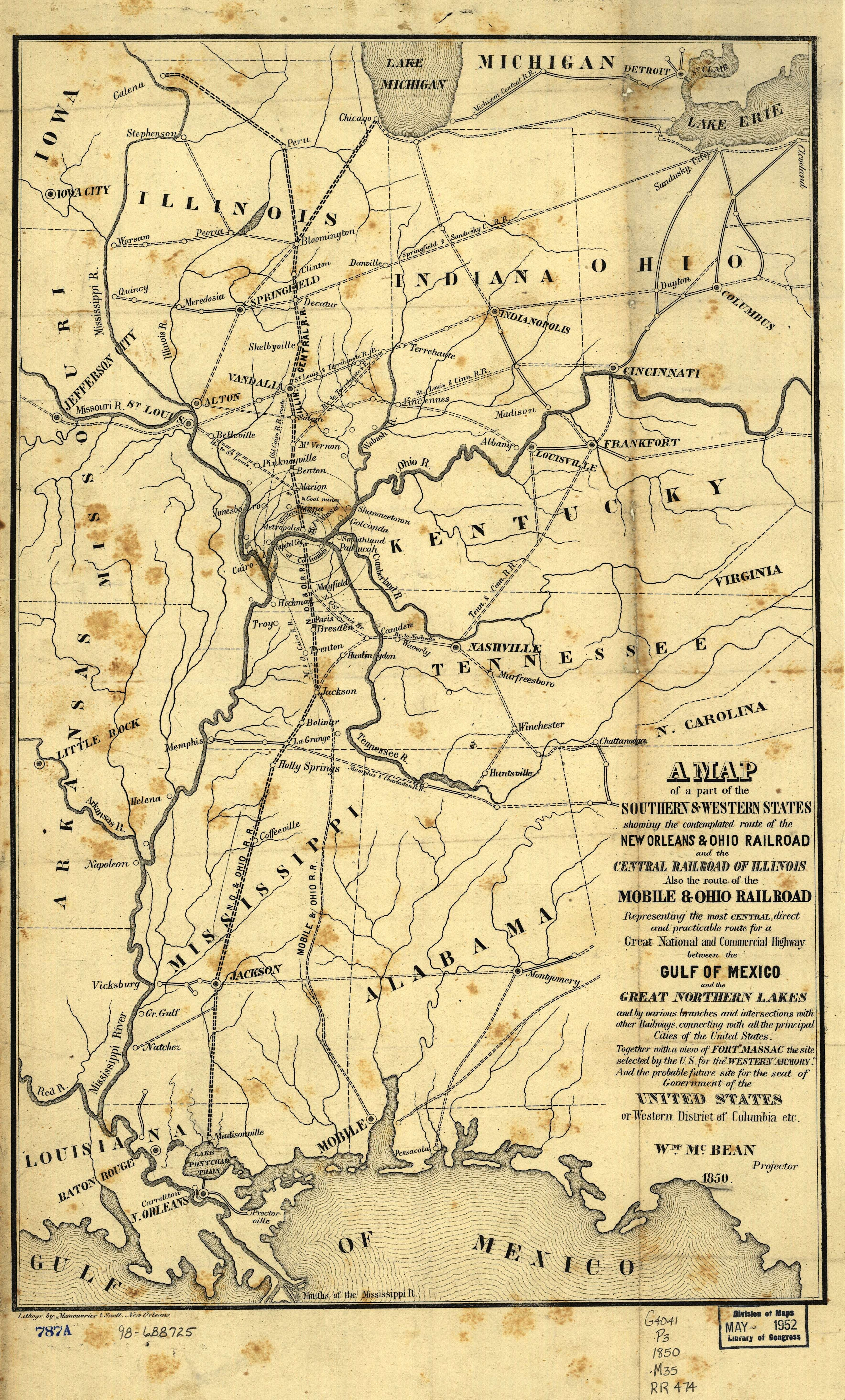
1850年のイリノイ・セントラル鉄道路線図

1892年のイリノイ・セントラル鉄道路線図

イリノイ・セントラル鉄道は、シカゴ-ニューオーリンズ間の本線や、シカゴ-セントルイス間における主要な旅客輸送事業者であった。シカゴ-オマハ間の路線でも旅客輸送を行っていたが、この区間で営業する中で最大の事業者となったことはなかった。最大の旅客ターミナルは、シカゴのミシガン通りの東、12番通りに建っていたセントラル駅であった。メキシコ湾から五大湖まで南北に結ぶ路線のため、1920年代にアフリカ系アメリカ人の大移動を支えた交通機関となった。
イリノイ・セントラル鉄道でもっとも有名な列車は、シカゴからセントルイス、ニューオーリンズを結んでいた豪華なオールプルマンカーのパナマ・リミテッドであった。この列車の運行に伴う損失のため、1967年にパナマ・リミテッドは座席車のみの列車であったマグノリア・スター (Magnolia Star) と統合された。1971年6月1日には、アムトラックがこの列車の運行を開始したが、そのすぐ後に、やはりイリノイ・セントラル鉄道が運行していた昼行の流線型座席列車で、スティーブ・グッドマン (Steve Goodman) が作詞しアーロ・ガスリー (Arlo Guthrie) が歌った曲で有名になった、シティ・オブ・ニューオーリンズの方が残されて、パナマ・リミテッドの名前は消滅した。イリノイ・セントラル鉄道はこの本線沿いに、クレオール (Creole) やルイジアン (Louisiane) などを運行していた。
グリーン・ダイヤモンド (Green Diamond) は、シカゴ、スプリングフィールド、セントルイス間を結んでいた豪華列車である。他の重要な列車としては、シカゴとスーシティの間を毎日結んでいたホークアイ (Hawkeye) や、アトランティック・コースト・ライン鉄道、セントラル・オブ・ジョージア鉄道 (Central of Georgia Railway)、フロリダ東海岸鉄道を経由してシカゴとマイアミの間を隔日に結んでいたシティ・オブ・マイアミ (City of Miami) があった。
1971年から、アムトラックがイリノイ・セントラル鉄道の本線でパナマ・リミテッドの運行を開始し、後にシティ・オブ・ニューオーリンズに改称された。また、ショーニー (Shawnee) もシカゴとカーボンデールを結んで運行された。アムトラックは現在、このルート上でシティ・オブ・ニューオーリンズ、イリニ (Illini)、サルキ (Saluki)の1日3本の列車を運行している。またかつてのイリノイ・セントラル鉄道の路線では、かつてのブラックホーク (Blackhawk) のルートでシカゴとロックフォード、ダビュークを結んで列車を運行することが計画されている。この列車はイリノイ州の補助によって運行される予定で、2009年に始まる予定になっている。

### 通勤鉄道路線
イリノイ・セントラル鉄道は、シカゴの通勤鉄道輸送でも主要な事業者であり、ミシガン通り沿いのランドルフ・ストリート駅（現：ミレニアム駅）から南東の郊外までの電化された路線で列車を運行していた。同線では長らく1920年代の電化当初に導入された旧型電車が使用されていたが、1971年より新たに2階建て電車「ハイライナー」を導入し体質改善をはかっている。この路線は最終的に1987年5月1日に2800万ドルでメトラに売却され、メトラ電車線（ME線）となって今日に至っている。

### イリノイ・セントラル鉄道の列車愛称一覧
- チッカソー (Chickasaw)
- シティ・オブ・マイアミ (City of Miami)
- シティ・オブ・ニューオーリンズ (City of New Orleans)
- クレオール (Creole)
- デイライト (Daylight)
- デルタ・エクスプレス (Delta Express)
- グリーン・ダイヤモンド (en:Green Diamond)
- ホークアイ (Hawkeye)
- イライナイ (Illini)
- アイオワン (Iowan)
- アービン・S・コッブ (Irvin S. Cobb)
- ランド・オコーン (Land O'Corn)
- ルイジアン (Louisiane)
- ケンタッキー・カーディナル (Kentucky Cardinal)
- マグノリア・スター (Magnolia Star)
- ミッド-アメリカン (Mid-American)
- ミス・ルー (Miss Lou)
- ナイト・ダイヤモンド (Night Diamond)
- ノーザン・エクスプレス (Northern Express)
- ノースウェスタン・リミテッド (Northwestern Limited)
- パナマ・リミテッド (Panama Limited)
- プランター (Planter)
- セミノール (Seminole)
- サザン・エクスプレス (Southern Express)
- サウスウェスタン・リミテッド (Southwestern Limited)
- サンチェイサー (Sunchaser)

## 歴代社長
- ロバート・シュイラー (Robert Schuyler) 1851年 - 1853年
- ウィリアム・バーロール (William P. Burrall) 1853年 - 1854年
- ジョン・N・A・グリスウォルド (John N.A. Griswold) 1855年
- ウィリアム・H・オズボーン (William H. Osborn) 1855年 - 1865年[4]
- ジョン・M・ダグラス (John M. Douglas) 1865年 - 1871年・1875年 - 1876年
- ジョン・ニューウェル (John Newell) 1871年 - 1874年
- ウィルソン・G・ハント (Wilson G. Hunt) 1874年 - 1875年
- ウィリアム・K・アッカーマン (William K. Ackerman) 1876年 - 1883年
- ジェームズ・C・クラーク (James C. Clarke) 1883年 - 1887年
- スタイヴェサント・フィッシュ (Stuyvesant Fish) 1887年 - 1906年
- ジェームズ・T・ハラハン (James T. Harahan) 1906年 - 1911年
- チャールズ・H・マーカム (Charles H. Markham) 1911年 - 1918年
- チャールズ・A・ピーボディ (Charles A. Peabody) 1918年 - 1919年
- チャールズ・H・マーカム (Charles H. Markham) 1919年 - 1926年
- ローレンス・A・ダウンズ (Lawrence A. Downs) 1926年 - 1938年
- ジョン・L・ビーベン (John L. Beven) 1938年 - 1945年
- ウェイン・A・ジョンストン (Wayne A. Johnston) 1945年 - 1967年
- ウィリアム・B・ジョンソン (William B. Johnson) 1967年 - 1969年
- アラン・スチーブンソン・ボイド (Alan Stephenson Boyd) 1969年 - 1972年[5]
- ハリー・J・ブルース (Harry J Bruce) 1983年 - 1990年
- エドワード・モイヤーズ (Edward Moyers) 1990年 - 1993年
- E・ハンター・ハリソン (E. Hunter Harrison) 1993年 - 1998年

## 保存

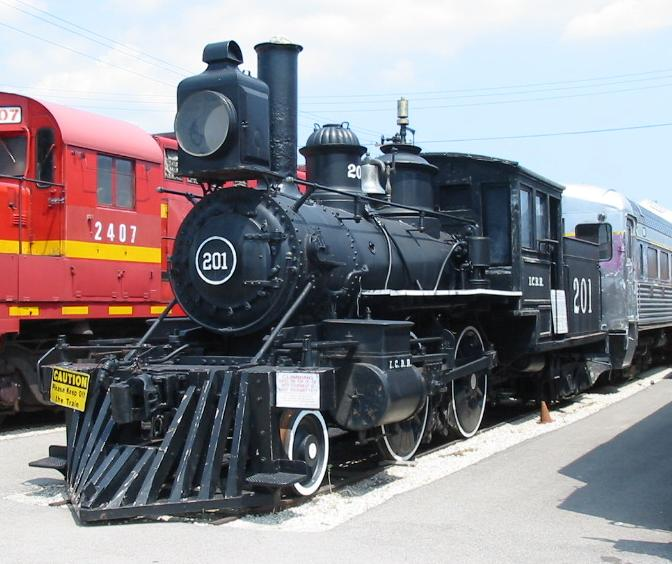
イリノイ鉄道博物館に保存されているイリノイ・セントラル鉄道201号機関車

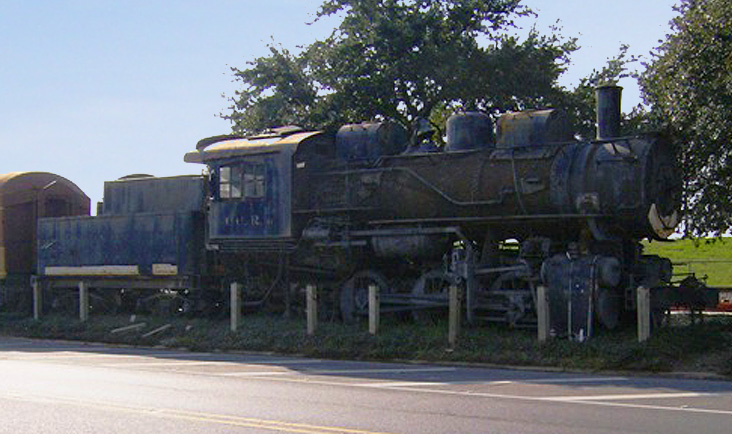
ヤズー・アンド・ミシシッピ・バレー鉄道車庫に保存されているイリノイ・セントラル鉄道333号機関車

イリノイ・セントラル鉄道が所有または使用していた歴史的な備品がアメリカ合衆国中の博物館に保存されている。
- イリノイ・セントラル鉄道201号機関車 - 車軸配置2-4-4のタンク機関車で、シカゴ鉄道フェア (Chicago Railroad Fair) の"Wheels A-Rolling"のイベントに参加した。イリノイ鉄道博物館 (Illinois Railway Museum) で静態保存されている。
- イリノイ・セントラル鉄道764号機関車 - 車軸配置2-8-0の651型の1両で、1956年にミズーリ州セントルイスの交通博物館 (Museum of Transportation) に寄贈された。
- イリノイ・セントラル鉄道790号機関車 - スティームタウン国立史跡 (Steamtown National Historic Site) で静態保存されており、動態復元が可能な程度良好な状態にあるとされる[2]。
- イリノイ・セントラル鉄道2500号機関車 - 車軸配置4-8-2の2500型の1両で、イリノイ州セントラリアのエイジ・オブ・スティーム・メモリアル (Age of Steam Memorial) で静態保存されている。
- イリノイ・セントラル鉄道2542号機関車 - 車軸配置4-8-2の2500型の1両で、ミシシッピ州マッコーム (McComb) で静態保存されている。
- アイオワ州カウンシルブラフスのイリノイ・セントラル鉄道のヤードには、事務所と独特な載炭施設が残されている。
- GP10型のイリノイ・セントラル鉄道8408号機関車と、イリノイ・セントラル鉄道9426号カブースがイリノイ州ホームウッドで保存されている。
- 車軸配置0-6-0のイリノイ・セントラル鉄道333号機関車と何両かの客車がルイジアナ州バトンルージュのヤズー・アンド・ミシシッピ・バレー鉄道車庫の外側に展示されている。
- GP11型のイリノイ・セントラル鉄道8701号機関車がカブースとともにイリノイ州カーボンデールの駅で静態保存されている。
- GP11型のイリノイ・セントラル鉄道8733号機関車がイリノイ州モンティセロ (Monticello) のモンティセロ鉄道博物館 (Monticello Railway Museum) で保存されている。
- イリノイ・セントラル鉄道のカブースとバナナ輸送車がミシシッピ州ウォーターバレーのケイシー・ジョーンズ鉄道博物館で保存されている。
- イリノイ・セントラル鉄道892号、2920・2855・2612号座席車、7号ビジネスカー、10-6型3531号寝台車、1906号荷物車、518号郵便車、パナマ・リミテッドの展望車、イリノイ・セントラル・ガルフ鉄道のセメントホッパ車100040号、イリノイ・セントラル鉄道65018号、X238号操重車、X1957号有蓋車、X2000号長物車、X4342号・X4352号炭水車、X9151号ジョルダン式雪かき車、9926号・9831号・9880号カブース。モンティセロ鉄道博物館に保存されている。
- SD40-2型のイリノイ・セントラル鉄道6071号機関車（元ガルフ・モービル・アンド・オハイオ鉄道）がモンティセロ鉄道博物館に保存されている。